# Salir do Porto
Salir do Porto ist ein Ort und eine ehemalige Gemeinde (Freguesia) im portugiesischen Kreis Caldas da Rainha. Die Gemeinde hatte 795 Einwohner (Stand 30. Juni 2011).
Am 29. September 2013 wurden die Gemeinden Salir do Porto und Tornada zur neuen Gemeinde União das Freguesias de Tornada e Salir do Porto zusammengeschlossen.

## Geschichte
Die Gemeinde erhielt im Jahr 1515 Stadtrechte (Foral) durch König Manuel I., jedoch bestehen unter Historikern verschiedene Meinungen darüber, ob der Ort erste Stadtrechte bereits unter König Sancho I. (1154–1211) oder gar unter dessen Vater D.Afonso Henriques (1109–1185), Portugals erstem König, erhalten hatte.

## Kultur und Sehenswürdigkeiten
Die oberhalb der Küste gelegenen Ruinen der Barbara-Kapelle (Ruínas da Capela de Santana) und die im 18. Jahrhundert errichtete Gemeindekirche Igreja Paroquial de Salir do Porto (auch Igreja de Nossa Senhora da Conceição) stehen unter Denkmalschutz.